# Louis Lundgreen
Louis Frederik Valdemar Lundgreen (24. april 1901, Randers – 26. september 1976, København) var en dansk atlet og malermester. 
Lundgreen var medlem af Randers Freja (-1923) og Københavns IF (1923-). Vandt 36 DM iberegnet stafet. Til DM 1927 vandt han på to dage fem guldmedaljer (400 meter, 110 meter hæk, 400 meter hæk, trespring og 4 x 400 meter) en sølvmedalje (200 meter) og en bronzemedalje (længdespring). Han var fem gange på landsholdet.
Han deltog på sin bedste disciplin 400 meter hæk i OL 1924 i Paris (nr. 16) og OL 1928 i Amsterdam (nr. 13). Deltog også begge gange på 110 meter hæk og 1924 også på 400 meter. To gange nåede han en 10. plads på verdensranglisten; 1923 i trespring (14,35) og 1925 på 110 meter hæk (15,0).

## Danske mesterskaber
- 400 meter: 1925 1927-29 og 1932
- 110 meter hæk: 1925-30, 1932 og 1934-35
- 400 meter hæk: 1926-32 og 1934-35
- Trespring: 1926-29 og 1935
- 4 x 400 meter: 8 gange

## Danske rekorder
- 400 meter hæk: 58,1 1923-1924
- 400 meter hæk: 56,2 1924-1932
- 400 meter hæk: 56,0 1932-1938
- Trespring: 13.96 (Århus Stadion 15. juli 1923 – 19. august 1923)
- Trespring: 14.35 (Randers Stadion 19. august 1923 – 17. august 1930)
- 4 x 400 meter: 3,28,0 1924-1930
- 4 x 400 meter: 3,26,6 1930-1931

## Bedste resultat
- 100 meter: 11,2
- 200 meter: 23,1
- 400 meter: 50,4
- 800 meter: 1.58.8
- 1000 meter: 2.46.?
- 110 meter hæk: 15,0
- 200 meter hæk: 25,2
- 400 meter hæk: 54,8
- Længdespring: 6,96
- Trespring: 14,35